# Raoyang, Guangdong
Raoyang (kinesiska: 饶洋) är en köping i sydöstra  Kina. Den ligger i Raoping härad i staden Chaozhou i provinsen Guangdong, omkring 380 kilometer öster om provinshuvudstaden Guangzhou. Antalet invånare är 47 086. Befolkningen består av 23 611 kvinnor och 23 475 män. Barn under 15 år utgör 23,0 %, vuxna 15-64 år 66 %, och äldre över 65 år 10,0 %.